# 小行星12562
小行星12562（12562 Briangrazer）是一颗绕太阳运转的小行星，为主小行星带小行星。该小行星于1998年9月19日发现。

## 轨道参数
小行星12562的轨道半长轴为3.1603164 UA，离心率为0.094。